# エンリケ・アラウージョ
エンリケ・ペレイラ・アラウージョ（Henrique Pereira Araújo 、2002年1月19日 - ）は、ポルトガル・フンシャル出身のプロサッカー選手。ポジションは、フォワード。

## 来歴
2019年3月5日、ベンフィカBとプロ契約を結んだ。2020年10月4日、0-1で敗れたホームのエストリル戦でプロデビューを果たした。